# Ilha Guaíba
A Ilha Guaíba é um ilha no município de Mangaratiba, no estado do Rio de Janeiro, no Brasil. 

## Economia
Possui um terminal portuário e ferroviário para transporte de minério de ferro, pertencente à Vale S.A. A ilha também é muito frequentada por turistas que chegam de barco, atraídos por suas praias paradisíacas.

## Etimologia
"Guaíba" procede do tupi antigo kûaíba, que significa "enseada ruim, pantanosa" (kûá, "enseada" + aíb, "ruim" + a, sufixo substantivador).